# Sigrid Koizar
Sigrid Elisabeth Koizar (* 20. Oktober 1995 in Wien) ist eine österreichische Basketballspielerin.

## Laufbahn
Die aus Kottingbrunn stammende, 1,73 Meter große Aufbauspielerin wurde bis 2009 im Nachwuchs von Arkadia Traiskirchen gefördert. Aus Ermangelung an Mädchenspielgruppen spielte sie in der Jugend zunächst in Jungenmannschaften. Von 2009 bis 2011 spielte sie bei Vienna 87. In der Saison 2011/12 weilte Koizar in den Vereinigten Staaten, besuchte in Maine die Stearns High School. Dort nahm sie im Basketball sowie im Hockey am Spielbetrieb teil.
Nachdem Koizar 2012/13 wieder bei Vienna 87 gespielt hatte, kehrte die einen schnellen Antritt auszeichnende Aufbauspielerin in die Vereinigten Staaten zurück, studierte von 2013 bis 2017 an der University of Maine und bestritt 130 Spiele für die Hochschule, in denen sie im Durchschnitt 12,9 Punkte verbuchte. Ihren besten Punktedurchschnitt erreichte sie im Spieljahr 2015/16 (17,7). Sie wurde in den Vereinigten Staaten für ihre sportlichen Leistungen und für ihre Studienleistungen ausgezeichnet. Mit insgesamt 1671 erzielten Punkten stand sie in der Bestenliste der Hochschule auf dem sechsten Platz, als sie 2017 ihr Studium beendete.
2014 gewann sie mit Österreich die Europameisterschaft der kleinen Länder: Beim Endspielsieg über Island war Koizar mit 32 Punkten, zehn Korbvorlagen und neun Rebounds beste Österreicherin.
Im Anschluss an ihre Rückkehr aus den Vereinigten Staaten im Jahr 2017 wurde Koizar Berufsbasketballspielerin und stand von 2017 bis 2019 bei ZTE NKK Zalaegerszeg in Ungarn unter Vertrag. In der Sommerpause 2019 wechselte sie zu WBC Enisey nach Krasnojarsk in Russland. Mit Enisey trat die Österreicherin auch im europäischen Vereinswettbewerb EuroCup an, erzielte dort 11,1 Punkte sowie 5,5 Rebounds und 5,2 Korbvorlagen je Begegnung. In der Saison 2020/21 bestritt sie neun Ligaspiele für den französischen Erstligisten Flammes Carolo Basket Ardennes, kam auf 3,7 Punkte je Begegnung. Gebremst wurde sie von einer Knöchelverletzung, im Jänner 2021 kam es zwischen Koizar und den Flammes Carolo zur Trennung.
Im August 2021 wurde Koizar von spanischen Erstligisten Club Baloncesto Leganés unter Vertrag genommen. Koizar stand im November 2021 beim ersten Damen-Länderspiel des österreichischen Basketballverbands seit 2014 auf dem Feld. Zur Sommersaison 2022 wechselte sie zu Logan Thunder in die australische NBL1 North. Anfang November 2022 wurde sie beim italienischen Erstligisten San Giovanni Valdarno als Neuzugang vorgestellt.
Zum Spieljahr 2023/24 wechselte Koizar zu CSM Constanța nach Rumänien. In der Saison 2024/25 gewann sie mit dem BK Klosterneuburg die österreichische Staatsmeisterschaft.